# Notodon
Notodon é um género botânico pertencente à família Fabaceae.

## Espécies
- Notodon cayensis
- Notodon roigii
- Notodon savannarum